# X-Men: The Animated Series
X-Men: The Animated Series (bra/prt: X-Men) é uma série animada de televisão canadense-americano que estreou em 31 de outubro de 1992 nos Estados Unidos no canal Fox Kids. A série durou 5 temporadas, com um total de 76 episódios, encerrando sua exibição em 1997.
No Brasil, foi exibida pela Globo, na TV Colosso em meados dos anos 90, voltando a ser exibida na edição de sábado da TV Globinho até o mesmo ser substituído pelo programa TV Xuxa. A série voltou a ser exibida na TV Globinho diária por um curto período de tempo. A série teve um revival produzido pela Marvel Studios intitulado X-Men '97 que estreou no Disney+ em março de 2024.

## Produção
Em 1991, Margaret Loesch [en] se tornou a chefe da rede Fox Kids. Tendo defendido a criação da primeira série baseada nos X-men "Pryde of the X-Men" em 1989, ela foi rápida em encomendar 13 episódios de X-Men: The Animated Series. X-Men era originalmente para estrear no fim de semana do Dia do Trabalho em setembro; devido a atrasos na produção, ele foi colocado para estrear no final de outubro. Quando a equipe de animação AKOM [en] produziu no primeiro episódio, ele continha centenas de erros de animação, que AKOM se recusava a corrigir. Devido a limitações de tempo, o episódio foi ao ar de forma inacabada. O segundo episódio foi terminado antes do prazo final, com 50 cenas em falta e apenas um único dia reservado para edição. O episódio "Night of the Sentinels", que foi dividido em duas partes foi originalmente exibido como uma "prévia" em 31 de outubro.
Devido aos atrasos na produção e erros de animação nestes dois episódios, a Fox rompeu o contrato com a AKOM. Quando a Fox re-ajeitou o piloto no início de 1993, os erros foram corrigidos. A série ganhou as melhores notas em toda a sua primeira temporada, e foi renovada para uma segunda temporada de 13 episódios. X-Men se destaca como o show mais longo de duração com base em uma animação da Marvel Comics, com duração de 76 episódios. O segundo mais longo, estreou na década de 1990, a série animada Spider-Man, que durou 65 episódios.
Foi revelado em 2019 que tanto a Disney quanto os criadores,tem planos para dá novos episódios a série animada,segundo o próprio criador a temporada começaria onde acabou.
Após o sucesso de bilheteria do filme live-action "X-Men" no verão de 2000, a Fox começou a exibir reprises do desenho animado nas tardes de segunda a sexta. No início, apenas episódios que caracterizaram principalmente o conteúdo no filme foram transmitidos. Mais tarde, a série foi ao ar na ordem correta, mas foi retirada do ar no início de 2001. Logo depois, a ABC Family e a Toon Disney passaram a exibir reprises da série, devido a parceria da Disney com a Saban Entertainment. X-Men foi retirado do ar novamente depois da Toon Disney ser substituída pelo Disney XD.

## Elenco

### Elenco principal
- Ciclope / Scott Summers
- Wolverine / James "Logan" Howlett
- Vampira / Anna Marie Raven
- Tempestade / Ororo Munroe
- Fera / Dr. Henry "Hank" McCoy
- Gambit / Remy LeBeau
- Jubilee / Jubilation Lee
- Jean Grey / Fênix / Marvel Girl
- Professor X / Charles Xavier

### Elenco recorrente
- Anjo / Warren Worthington III
- Apocalipse / En Sabah Nur (John Colicos (1993-95), James Blendick)
- Avalanche (Rod Coneybeare)
- Banshee / Sean Cassidy (EN: Jeremy Ratchford)
- Bishop (Philip Akin)
- Blob (Robert Cait)
- Bolivar Trask (Brett Halsey)
- Cable (Lawrence Bayne)
- Cameron Hodge (Stephen Ouimette)
- Colossus / Piotr Rasputin (Rick Bennett, Robert Cait)
- Emma Frost (Tracey Moore)
- Fabian Cortez (Lawrence Bayne)
- Forge (Marc Strange)
- Gladiador (Richard Epcar)
- Henry Peter Gyrich (Barry Flatman)
- Homem de Gelo / Bobby Drake (EN: Dennis Akayama)
- Juggernaut / Cain Marko  (Rick Bennett)
- Ka-Zar (Robert Bockstael)
- Lince Negra / Kitty Pryde (Marisa Leal)
- Lady Letal / Yuriko Oyama (Tasha Simms, Jane Luk)
- Sanguessuga (John Stocker)
- Lilandra Neramani (Camilla Scott)
- Magneto / Erik Lehnsherr (David Hemblen)
- Molde-Mestre (David Fox)
- Sr. Sinistro (Christopher Britton)[10]
- Moira MacTaggert (EN: Lally Cadeau)
- Morfo / Kevin Sydney (EN: Ron Rubin)
- Mística / Raven Darkholme (Randall Carpenter (1992–93), Jennifer Dale (1994–97))
- Noturno / Kurt Wagner (EN: Paul Haddad)
- Estrela Polar (Rene Lemieux)
- Ômega Vermelho (Len Doncheff)
- Psylocke / Betsy Braddock (Tasha Simms)
- Pigmeu / Eugene Milton Judd (Don Francks)
- Pyro (Graham Halley)
- Mercúrio / Pietro Maximoff (Adrian Egan)
- Dentes-de-Sabre / Victor Creed (Don Francks)
- Sauron (Robert Bockstael)
- Senador Robert Kelly (Len Carlson)
- Feiticeira Escarlate / Wanda Maximoff (Susan Roman)
- Sentinelas (David Fox)
- Solaris (Dennis Akayama)
- Guardião (Barry Flatman)
- Amelia Voght (Susan Roman)

## Episódios
| Temporada | Temporada | Episódios | Episódios | Originalmente exibido | Originalmente exibido   |
| Temporada | Temporada | Episódios | Episódios | Estreia da temporada  | Final da temporada      |
| --------- | --------- | --------- | --------- | --------------------- | ----------------------- |
|           | 1         | 13        | 13        | 31 de outubro de 1992 | 27 de março de 1993     |
|           | 2         | 13        | 13        | 23 de outubro de 1993 | 19 de fevereiro de 1994 |
|           | 3         | 19        | 19        | 29 de julho de 1994   | 11 de junho de 1995     |
|           | 4         | 17        | 17        | 9 de setembro de 1995 | 4 de maio de 1996       |
|           | 5         | 14        | 14        | 7 de setembro de 1996 | 20 de setembro de 1997  |

### Primeira temporada (1992/93) - 13 episódios
Ao resgatarem uma jovem mutante chamada Jubileu, os X-Men travam contato com os Sentinelas, robôs criados para capturar mutantes. Magneto ataca uma base de mísseis e uma indústria química para se vingar do humanos. Wolverine reencontra seu antigo inimigo, Dentes-de-Sabre. Scott Summers e Jean Grey são sequestrados pelos Morlocks, mutantes de aparência desagradável que se exilaram nos túneis de New York. Tempestade, Gambit e Jubileu são mantidos como escravos na ilha de Genosha. Vampira procura pela Cura Mutante, e Apocalipse cria seus Quatro Cavaleiros e ataca a humanidade. Os X-Men confrontam o Fanático. Um viajante do futuro, Bishop vem para impedir que o assassinato do Senador Kelly leve a um futuro terrível para humanos e mutantes. Magneto se alia aos X-Men para impedir que as Sentinelas, comandadas pelo Molde-Mestre dominem a humanidade.

### Segunda temporada (1993/94) - 13 episódios
Scott e Jean se casam, mas são atraídos para uma armadilha do Sr. Sinistro. Morfo reaparece. Tempestade enfrenta o Rei das Sombras. Wolverine combate a Tropa Alfa. Ômega Vermelho é libertado e tenta impor seu domínio sobre os ex-países soviéticos. Gambit retorna a sua terra natal para ajudar seu irmão. Bishop retorna do futuro para impedir a Peste, mas outro viajante do futuro, Cable, tenta impedi-lo. Vampira recupera as memórias de seu passado e precisa enfrentá-lo. Os X-Men precisam lidar com as atividades terroristas e racistas dos Amigos da Humanidade. Mojo sequestra os X-Men para uma outra dimensão. Magneto e Xavier chegam a Terra Selvagem onde, ao lado dos X-Men, precisam impedir os planos do Sr. Sinistro, de criar os super-mutantes.

### Terceira temporada (1994/95) - 19 episódios
Os Morlocks encontram uma nave alienigena nos túneis de New York e libertam o Devorador de Almas. Erick, o Vermelho, servo do Império de Shi'ar, domina uma estação espacial terrestre. Jean, ao tentar salvar os X-Men durante uma aterrissagem, ressurge como a Fênix. A princesa Lilandra do Império de Shi'ar, foge para o Sistema Solar, com o Cristal de M'kraam; impedindo assim os planos de seu irmão, o Imperador D'ken, de usar seu poder para dominar todo o Universo. Os X-Men conhecem os Piratas Siderais. Fênix se sacrifica para selar o poder do cristal e derrotar D'ken. Scott retorna ao orfanato onde foi criado. Warren, o Arcanjo, fica obcecado em destruir Apocalipse. Longshot lidera uma rebelião de escravos na outra dimensão. Bobby Drake procura por sua amada Lorna, e os X-Men conhecem o X-Factor. Na Terra Selvagem, Sauron, obedecendo os planos de Garokk, sequestra Tempestade. Jean não consegue se livrar da entidade Fênix e o Clube do Círculo Menor resolve dominar a mente dela para usá-la em seus propósitos. Surge a Fênix Negra que após derrotar os X-Men e os membros do Clube, parte para o espaço e consome a energia de uma estrela. De volta à Terra, Fênix Negra é derrotada momentaneamente pelos X-Men, mas a Imperatriz Lilandra de Shi'ar vêem a Terra para levar Jean e executá-la, por ser uma ameaça a todo o Universo. Os X-Men e a Guarda Imperial de Shi'ar travam um duelo pelo destino de Jean.

### Quarta temporada (1995/96) - 17 episódios
Quando o mutante Proteus descobre que seu próprio pai, que havia o abandonado no passado, é um importante político, ele o ataca bem no meio de seu discurso. Xavier entra na parada para tentar conter Proteus e ainda ajudar o garoto, cujo nome real é Kevin, a se reconciliar com seu pai, Xavier ajuda Moira McTaggert para deter seu filho Proteus. Magento oferece levar todos os mutantes para um asteroide onde poderão viver em paz. Mas diversos governantes globais ficam preocupados com o plano e resolvem explodir o local. Ao descobrir tal plano, Charles Xavier decide intervir e, com a ajuda de Fera e Gambit, os três vão ao encontro de Magneto no asteroide, mas acabam sendo acusados de assassinar Magnus. Com o desaparecimento de Magento, Fabian Cortez assume o controle do Asteroide M e passa a manter a Terra como refém sob a mira de um incrível arsenal de armas nucleares. Os X-Men terão que provar a sua inocência, encontrar Magento e impedir Cortez de destruir o mundo. Em 3999, Apocalipse derrota Cable e rouba-lhe o computador que permite viajar no tempo.Bem no dia da segunda tentativa de casamento de Jean e Scott, Sr. Sinistro e os Nasty Boys sequestra a noiva. Enquanto isso, Bishop fica preso numa fenda temporal. Sua irmã Shard, vai em seu socorro mas vai parar na Mansão X. Na verdade, Apocalipse e seus aliados malignos (Carrascos e Irmandade) estavam querendo criar uma nova raça de humanos. O Professor Xavier descobre o plano ao perceber que todos os mutantes sequestrados tinham poderes psíquicos. O problema era saber onde o vilão estava e como chegar até ele para detê-lo.

### Quinta temporada (1996/97) - 14 episódios
A forma de vida alienígena Falange, que pode assumir qualquer forma, ataca a Terra e captura todos os X-Men, com exceção do Fera. O Dr. MacCoy terá que salvar seus amigos e arrumar uma forma de deter a criatura. Salvos da Falange pelo Sr. Sinistro, Fera e Forge reúnem aliados para derrotar o alien. Além do próprio Sinistro, os X-Men ainda ganham como aliado Magneto. Juntos tentam liquidar a criatura para salvar o planeta.Omega Red está de volta. A máquina assassina pretende destruir um submarino nuclear próximo a costa do Havaí caso Wolverine e Tempestade não forem ao seu encontro. Mas, isso era só fachada Omega Red tinha outros planos para o arsenal nuclear do submarino. Ciclope descobre que Corsário, líder dos Piratas Siderais, pode ser seu pai desaparecido. O problema é que Corsário era procurado pelas autoridade de Shi'ar. Caberá ao líder dos X-Men decidir se entrega seu pai ou não.

## Personagens
X-Men
- Professor X
- Ciclope
- Wolverine
- Tempestade
- Vampira
- Fera
- Gambit
- Marvel Girl
- Jubileu
- Morfo

## Legado

### X-Men '97
Em 2019, havia negociações contínuas com o Disney+ para reviver a série. Em novembro de 2021, foi revelado um revival intitulado X-Men '97 com estreia no serviço em 2023, que dará continuidade ao enredo da série. Beau DeMayo atuará como redator principal, com a maioria dos membros sobreviventes do elenco da série original reprisando seus papéis, incluindo Dodd, Zann, Buza, Disher, Potter, Sealy-Smith, Hough e Britton. Eles serão acompanhados por Jennifer Hale, Anniwaa Buachie, Ray Chase, Matthew Waterson, JP Karliak, Holly Chou, Jeff Bennett e A. J. Locascio; Court não reprisará seu papel como Jubileu e, em vez disso, dará voz a outro personagem, já que pediu que Jubileu tivesse a voz de uma atriz asiática. A série será produzida pela Marvel Studios Animation, mas não acontecerá dentro do Universo Cinematográfico Marvel.

### Histórias em quadrinhos
X-Men Adventures foi uma revista em quadrinhos spin-off da série animada. A partir de novembro de 1992, adaptou as três primeiras temporadas do programa; em abril de 1996, tornou-se Adventures of the X-Men, que continha histórias originais ambientadas na mesma continuidade. A revista durou até março de 1997, logo após o cancelamento do programa pela Fox Network.

### X-Men '92
A revista em quadrinhos X-Men '92 foi lançada pela primeira vez como um dos muitos títulos vinculados ao evento Secret Wars de 2015 da Marvel e continuou em seu segundo volume como uma série regular no início de 2016, estrelando personagens da realidade do programa de TV.
Em janeiro de 2022 a Marvel anunciou uma nova série inspirada no desenho animado, X-Men '92: House of XCII. Programada para publicação em abril do mesmo ano, a série explora um universo alternativo onde os eventos de House of X e Powers of X de Jonathan Hickman aconteceram décadas antes, nos anos 90 da série original.

### Previously on X-Men
Em 2017, o desenvolvedor e showrunner da série Eric Lewald lançou o livro Previously on X-Men: The Making of an Animated Series, que apresenta suas entrevistas com 36 funcionários e vozes por trás da série de TV, bem como as experiências pessoais de Lewald no desenvolvimento e produção da série.

### X-Men: The Art and Making of The Animated Series
Em 2020, Eric Lewald e Julia Lewald lançaram o livro X-Men: The Art and Making of The Animated Series, que apresenta artes conceituais inéditas, storyboards, modelos de personagens, layouts de fundo, células de animação e outros materiais de produção/promocionais, junto com novas entrevistas com os principais artistas e equipe de produção da série.

### Vídeo games
- X-Men Cartoon Maker: um pacote de software recreativo que permitia ao usuário criar animações limitadas a partir de uma biblioteca de cenários, animações e efeitos sonoros do show. Wolverine e Tempestade aparecem como tutores.
- Capcom's VS. Series:. Série: os personagens da série foram licenciados pela Capcom e serviram de inspiração para o videogame X-Men: Children of the Atom, que por sua vez seria a base para a subsérie de videogames Marvel vs. A maioria dos atores que fizeram as vozes na série reprisaram seus papéis no videogame. A Capcom continuaria a usar esses personagens muito depois do cancelamento do programa, antes de eventualmente perder os direitos de criação de jogos baseados na Marvel para a Electronic Arts em 2001. A Capcom, no entanto, readquiriria os direitos em 2008 e lançou Marvel vs. Capcom 3: Fate of Two Worlds / Ultimate Marvel vs. Capcom 3 em 2011.

### Filmes
A série foi creditada por ser responsável pelo início do desenvolvimento do filme X-Men de 2000. A 20th Century Fox, proprietária da Fox Kids, ficou impressionada com o sucesso do programa de TV, e a produtora Lauren Shuler Donner comprou os direitos do filme para eles em 1994. O sucesso do filme levou a uma franquia de filmes, que inclui uma série de sequências, prequelas e spin-offs, por duas décadas até 2020, quando a série chegou ao fim devido à aquisição da Fox pela Disney, com os direitos dos personagens revertendo para o Marvel Studios.
No filme  Doutor Estranho no Multiverso da Loucura  (2022) do Universo Cinematográfico Marvel, produzido pela Marvel Studios, a música tema da série de TV (orquestrada por Danny Elfman e creditada como X-Men '97 Theme) é tocada quando Charles Xavier (novamente interpretado por Patrick Stewart) aparece pela primeira vez; no filme, ao contrário de suas atuações anteriores como personagem da franquia X-Men da Fox, o Xavier de Stewart é visualmente redesenhado para combinar com sua contraparte animada, completo com seu icônico terno verde, gravata azul e preta e cadeira flutuante amarela.

### Televisão
No episódio "No Normal" de Ms. Marvel, ambientado no MCU, a música tema da série animada dos X-Men é tocada quando Kamala Khan descobre que é uma "mutante".

## Recepção
Em 2009, o portal IGN elegeu a série como a 13.ª melhor série animada de todos os tempos.